# Greatest Hits Volume 2
Greatest Hits Volume 2 is een compilatiealbum van de Britse band The Beatles. Het album werd samengesteld door de Australische afdeling van EMI en werd enkel uitgebracht in Australië. Het album diende als tussendoortje voordat het volgende studioalbum van de groep, Sgt. Pepper's Lonely Hearts Club Band, werd uitgebracht.

## Achtergrond
Het idee voor het compilatiealbum werd, net zoals dat van de voorganger Greatest Hits Volume 1, bedacht toen EMI Australia, de Australische afdeling van EMI aan de Britse afdeling vroeg of zij stereo-opnamen van de band konden ontvangen die nog niet in Australië beschikbaar waren. Het album werd in februari 1967 uitgebracht. In 1973 werden beide Greatest Hits-albums opnieuw uitgebracht in Australië ter gelegenheid van de tiende verjaardag van de eerste Australische single van The Beatles. Halverwege 1973 was het album meer dan 100.000 keer verkocht. In 1991 werd het album gewist uit de catalogus van de band nadat EMI Australia stopte met het produceren van vinylplaten.

## Tracks
Alle muziek en teksten zijn geschreven door Lennon-McCartney, tenzij anders aangegeven.. 
| Nr. | Titel                      | Schrijver(s)              | Afkomstig van          | Duur |
| --- | -------------------------- | ------------------------- | ---------------------- | ---- |
| 1.  | A Hard Day's Night         |                           | A Hard Day's Night     | 2:36 |
| 2.  | Boys                       | Luther Dixon, Wes Farrell | Please Please Me       | 2:27 |
| 3.  | I Should Have Known Better |                           | A Hard Day's Night     | 2:45 |
| 4.  | I Feel Fine                |                           | Single uit 1964        | 3:06 |
| 5.  | She's a Woman              |                           | B-kant van I Feel Fine | 3:06 |
| 6.  | Till There Was You         | Meredith Willson          | With the Beatles       | 2:16 |
| 7.  | Rock and Roll Music        | Chuck Berry               | Beatles for Sale       | 2:35 |

| Nr. | Titel              | Schrijver(s)     | Afkomstig van    | Duur |
| --- | ------------------ | ---------------- | ---------------- | ---- |
| 8.  | Anna (Go to Him)   | Arthur Alexander | Please Please Me | 2:57 |
| 9.  | Ticket to Ride     |                  | Help!            | 3:11 |
| 10. | Eight Days a Week  |                  | Beatles for Sale | 2:44 |
| 11. | Help!              |                  | Help!            | 2:21 |
| 12. | Yesterday          |                  | Help!            | 2:07 |
| 13. | We Can Work It Out |                  | Single uit 1965  | 2:17 |
| 14. | Day Tripper        |                  | Single uit 1965  | 2:50 |